# 1935 у хокеї з шайбою
Нижче наведені хокейні події 1935 року у всьому світі.

## Головні події
На чемпіонаті світу в Давосі золоті нагороди здобула збірна Канади («Вінніпег Монаркс»).
У фіналі кубка Стенлі «Монреаль Марунс» переміг «Торонто Мейпл-Ліфс».

## Національні чемпіони
- Австрія: «Клагенфурт»
- Італія: «Діаволі Россонері» (Мілан)
- Німеччина: «Ріссерзеє» (Гарміш-Партенкірхен)
- Норвегія: «Трюгг» (Осло)
- Польща: «Чарні» (Львів)
- Румунія: «Телефон Клуб» (Бухарест)
- Фінляндія: ГІК (Гельсінкі)
- Франція: «Стад Франсе» (Париж)
- Чехословаччина: ЛТЦ (Прага)
- Швейцарія: «Давос»
- Швеція: АІК (Стокгольм)

## Переможці міжнародних турнірів
- Кубок Шпенглера: «Діаволі Россонері» (Мілан, Італія)
- Кубок Татр: «Енгельманн» (Відень, Австрія)

## Народились
- 12 травня — Джонні Буцик, канадський хокеїст українського походження. Член зали слави хокею.
- 8 серпня — Людек Букач, чехословацький хокеїст та тренер. Член зали слави ІІХФ.
- 26 грудня — Норм Улльман, канадський хокеїст. Член зали слави хокею.